# 子宮筋腫
子宮筋腫（しきゅうきんしゅ、uterine fibroids）とは、子宮の筋層に存在する平滑筋細胞由来の良性腫瘍である。

## 概要
生殖年齢の女性のうち20%の割合で発生するが、悪性化するのは0.5%以下である。30代以上に好発し45歳までに女性の約70%に発生する。
子宮壁を構成する3つの層における存在部位によって、粘膜下筋腫（子宮の内側（子宮腔）寄り）、筋層内筋腫（子宮壁の肉の中）、漿膜下筋腫（子宮の外側寄り）に分類される。また、子宮頸部の位置にできるものは頸部筋腫と呼ばれる。半数以上の子宮筋腫が多発性（複数の塊が発生する）である。
子宮筋腫はエストロゲン依存性良性疾患であるため、閉経後は縮小するので、外科的な処置をしないことが多い。エストロゲン依存性の疾患として、ほかに乳腺症、乳癌、子宮内膜症、子宮腺筋症、子宮内膜増殖症、子宮体癌などが知られている。特に子宮内膜症と子宮腺筋症の合併例は多く、月経困難症の合併をみることがある。子宮内膜症の合併は約20%である。

## 症状
本症の半数以上が無症候性である。また悪性化も極めて稀であるため特に医学的な介入が必要がないことが殆どである。子宮筋腫の症状は存在部位によって決定され、大きさに相関しないことが多い。子宮筋腫は悪性化はしないが、稀に筋腫か腫瘍か判断し辛い場合がある。
粘膜下筋腫
不正性器出血や月経困難症、不妊症の原因となることがある。性器出血の結果、貧血になったり、筋腫が巨大になると筋腫分娩（子宮内の筋腫が垂れ下がって子宮頸管から膣へと脱出した状態）が起こることもある。
漿膜下筋腫、筋層内筋腫
巨大になると周辺臓器を圧迫して症状が生じることがある。尿管、膀胱、直腸、腰仙骨神経叢を圧迫することで、水腎症、排尿障害、便秘、腰痛を起こすこともある。

## 原因
筋腫ができる原因ははっきりとは分かっていない。しかし、卵巣から分泌される女性ホルモンによって筋腫が大きくなることは分かっている。

## 診断と治療
超音波検査、MRI、子宮鏡によって観察される。特にMRIによる診断が得られる情報が多い。子宮筋腫は基本的にはT1WIにて低～等信号、T2WIにて低信号を呈している。子宮筋腫内は血行障害があるため、筋腫は充血しやすく、硝子化、嚢胞化、石灰化、脂肪変性、壊死といった二次性変化を起こすため、様々な信号となることが知られている。腫瘤径が8cmを超えると悪性の可能性が出てくる。
MRIにて悪性の所見がなく、腫瘤径が8cm以下であり、症状がなく、筋腫の増大傾向を認めなければ、6カ月毎の定期検診で十分なことが多い。

### 治療
無症状
症状がある場合は治療の必要がある。6カ月または12カ月ごとに、悪性化の有無を判別するため経過観察が必要。
症状有り
治療法は、挙児希望があればGnRHアナログの投与で筋腫縮小をしたあと筋腫核出術、挙児希望がなかったり悪性所見が見られた場合は単純子宮全摘術を行う。筋腫核出術は腹式（開腹）、腟式、腹腔鏡下、子宮鏡下といったやり方がある。子宮鏡下は長径3cm程度の粘膜下筋腫に適している。手術によっては次回の分娩が帝王切開になることがある。なお、手術以外の治療法としては子宮動脈塞栓術や集束超音波療法などが知られている。

## 画像診断学
子宮筋腫と子宮腺筋症は治療が異なるため、画像による鑑別が重要である。子宮筋腫は高頻度で変性をきたすが、あくまでもT2WIでは境界明瞭な低信号腫瘤である。どちらもT2WIにて低信号であるが、子宮腺筋症では筋層が厚く、前後非対称となることが多く、T2WIで境界不明瞭な低信号域（古い出血）の中に高信号域（新しい出血）が見られるのに対して、子宮筋腫は巨大にならない限り全体的な子宮変形は伴わず、境界明瞭なT2WIでの低信号域として認められるのが典型的である。子宮内膜症（チョコレートのう胞）の合併の有無も参考になる。チョコレートのう胞の典型はT1WIにて高信号、T2WIにて低信号かT1WI、T2WIどちらでも高信号となる。T1WIにて高信号となるのは、メトヘモグロビンに起因するとされている。T2WIでの低信号はshadingと呼ばれる。高信号と混在することもあれば、全体が低信号となることもある。これは壊死物質による性状の変化である。
子宮筋腫のよく見られる変性のパターンを示す。T2WIにて低信号を示す筋腫としては変性の少ない状態、ヒアリン変性、石灰化が重要である。
|                  | T1強調画像 | 造影T1強調画像 |
| ---------------- | ---------- | -------------- |
| 変性の少ない状態 | 等信号     | 軽～中等度     |
| ヒアリン変性     | 等信号     | 造影なし       |
| 石灰化           | 無信号     | 造影なし       |

T2WIにて高信号を呈する変性としては、浮腫、粘液性変性、嚢胞変性、赤色変性、cellular leinomyoma,lipoleiomyomaが知られている。
|                     | T1強調画像 | 造影T1強調画像       |
| ------------------- | ---------- | -------------------- |
| 浮腫                | 等信号     | 中等度～高度         |
| 粘液変性            | 低～等信号 | 造影なし～軽度       |
| 嚢胞変性            | 低～等信号 | 造影なし             |
| 赤色変性            | 辺縁高信号 | 造影なし             |
| cellular leinomyoma | 等信号     | 高度                 |
| lipoleiomyoma       | 高信号     | 脂肪以外の部に中等度 |

その他、重要な所見としてはsignal voidなどが挙げられる。